# Kinross Gold
Kinross Gold Corporation er et canadisk guld- og sølvmineselskab med hovedkvarter i Toronto. Virksomheden blev etableret i 1993 og har i dag 6 guldminer. Minerne er lokaliseret i Brasilien, Ghana, Mauretanien og USA.